# Volum corpuscular mitjà
El volum corpuscular mitjà o VCM és el valor intermedi del volum dels hematies.
Es calcula partint l'hematòcrit (HCT) entre el recompte d'hematies (RBC) multiplicat entre 10.
VCM = HCT/RBC * 10

## Interpretació
El seu valor de referència va d'entre 80 a 100 Fl.

### Alt
Quan el volum mitjà de les hematies passa dels 100fl es dona una macrocitosi i pot arribar fins a un màxim d'uns 150fl. L'alcoholisme, és la causa més comuna en una macrositosi.

### Baixa
Quan el volum mitjà de les hematies és inferior als 80fl es dona una microcitosi i es dona en les anèmies microcítiques i en les talassèmies.